# When a Woman Strikes
When a Woman Strikes er en amerikansk stumfilm fra 1919 af Roy Clements.

## Medvirkende
- Rosemary Theby
- Ben F. Wilson
- Neva Gerber
- Murdock MacQuarrie